# Cristiano II di Sassonia
Cristiano II di Sassonia (Dresda, 23 settembre 1583 – Dresda, 23 giugno 1611) fu elettore di Sassonia e membro della casata di Wettin.

## Biografia
Egli era il figlio maggiore di Cristiano I di Sassonia e di Sofia di Brandeburgo.
Cristiano succedette al padre come Elettore di Sassonia nel 1591, a soli otto anni. Per questo motivo, uno degli uomini di fiducia del padre, il Duca Federico Guglielmo I di Sassonia-Weimar, assunse la reggenza dell'elettorato per lui sino al 1601, quando Cristiano raggiunse la maggiore età e venne dichiarato in grado di governare.
Nel corso degli eventi che portarono poi alla Guerra dei trent'anni, il suo rifiuto di partecipare all'Unione di Abhausen, peggiorò la divisione già presente tra gli stati protestanti tedeschi.

## Matrimonio e successione
A Dresda, il 12 settembre 1602, Cristiano sposò Edvige, figlia del Re Federico II di Danimarca, da cui non ebbe però figli.
Rimasto senza eredi diretti, alla sua morte gli succedette il fratello Giovanni Giorgio.

## Ascendenza
|                                 |                              |                                  | Genitori                          |  |  | Nonni |  |  | Bisnonni              |  |  | Trisnonni               |  |
|                                 |                              |                                  |                                   |  |  |       |  |  | Enrico IV di Sassonia |  |  | Alberto III di Sassonia |  |
|                                 |                              |                                  |                                   |  |  |       |  |  | Enrico IV di Sassonia |  |  | Alberto III di Sassonia |  |
|                                 |                              | Sidonia di Boemia                |                                   |  |  |       |  |  | Enrico IV di Sassonia |  |  |                         |  |
| Augusto I di Sassonia           |                              |                                  |                                   |  |  |       |  |  | Enrico IV di Sassonia |  |  |                         |  |
|                                 |                              | Caterina di Meclemburgo-Schwerin | Magnus II di Meclemburgo-Schwerin |  |  |       |  |  |                       |  |  |                         |  |
|                                 |                              | Caterina di Meclemburgo-Schwerin | Magnus II di Meclemburgo-Schwerin |  |  |       |  |  |                       |  |  |                         |  |
|                                 |                              | Caterina di Meclemburgo-Schwerin | Sofia di Pomerania-Wolgast        |  |  |       |  |  |                       |  |  |                         |  |
| Cristiano I di Sassonia         |                              | Caterina di Meclemburgo-Schwerin |                                   |  |  |       |  |  |                       |  |  |                         |  |
|                                 |                              | Cristiano III di Danimarca       | Federico I di Danimarca           |  |  |       |  |  |                       |  |  |                         |  |
|                                 |                              | Cristiano III di Danimarca       | Federico I di Danimarca           |  |  |       |  |  |                       |  |  |                         |  |
|                                 |                              | Cristiano III di Danimarca       | Anna del Brandeburgo              |  |  |       |  |  |                       |  |  |                         |  |
| Anna di Danimarca               |                              | Cristiano III di Danimarca       |                                   |  |  |       |  |  |                       |  |  |                         |  |
|                                 |                              | Dorotea di Sassonia-Lauenburg    | Magnus I di Sassonia-Lauenburg    |  |  |       |  |  |                       |  |  |                         |  |
|                                 |                              | Dorotea di Sassonia-Lauenburg    | Magnus I di Sassonia-Lauenburg    |  |  |       |  |  |                       |  |  |                         |  |
|                                 |                              | Dorotea di Sassonia-Lauenburg    | Caterina di Braunschweig-Lüneburg |  |  |       |  |  |                       |  |  |                         |  |
| Cristiano II di Sassonia        |                              | Dorotea di Sassonia-Lauenburg    |                                   |  |  |       |  |  |                       |  |  |                         |  |
|                                 | Gioacchino II di Brandeburgo | Gioacchino I di Brandeburgo      |                                   |  |  |       |  |  |                       |  |  |                         |  |
|                                 | Gioacchino II di Brandeburgo | Gioacchino I di Brandeburgo      |                                   |  |  |       |  |  |                       |  |  |                         |  |
|                                 | Gioacchino II di Brandeburgo | Elisabetta di Danimarca          |                                   |  |  |       |  |  |                       |  |  |                         |  |
| Giovanni Giorgio di Brandeburgo | Gioacchino II di Brandeburgo |                                  |                                   |  |  |       |  |  |                       |  |  |                         |  |
|                                 |                              | Maddalena di Sassonia            | Giorgio di Sassonia               |  |  |       |  |  |                       |  |  |                         |  |
|                                 |                              | Maddalena di Sassonia            | Giorgio di Sassonia               |  |  |       |  |  |                       |  |  |                         |  |
|                                 |                              | Maddalena di Sassonia            | Barbara Jagellona                 |  |  |       |  |  |                       |  |  |                         |  |
| Sofia di Brandeburgo            |                              | Maddalena di Sassonia            |                                   |  |  |       |  |  |                       |  |  |                         |  |
|                                 |                              | Giorgio di Brandeburgo-Ansbach   | Federico I di Brandeburgo-Ansbach |  |  |       |  |  |                       |  |  |                         |  |
|                                 |                              | Giorgio di Brandeburgo-Ansbach   | Federico I di Brandeburgo-Ansbach |  |  |       |  |  |                       |  |  |                         |  |
|                                 |                              | Giorgio di Brandeburgo-Ansbach   | Sofia Jagellona                   |  |  |       |  |  |                       |  |  |                         |  |
| Sabina di Brandeburgo-Ansbach   |                              | Giorgio di Brandeburgo-Ansbach   |                                   |  |  |       |  |  |                       |  |  |                         |  |
|                                 |                              | Edvige di Münsterberg-Oels       | Carlo I di Münsterberg-Oels       |  |  |       |  |  |                       |  |  |                         |  |
|                                 |                              | Edvige di Münsterberg-Oels       | Carlo I di Münsterberg-Oels       |  |  |       |  |  |                       |  |  |                         |  |
|                                 |                              | Edvige di Münsterberg-Oels       | Anna di Sagan                     |  |  |       |  |  |                       |  |  |                         |  |
|                                 |                              | Edvige di Münsterberg-Oels       |                                   |  |  |       |  |  |                       |  |  |                         |  |